# Gothabilly
Gothabilly ist ein Musik- und Modestil, dessen Wurzeln in der Gothic- und der Rockabilly-Subkultur liegen. Thematisch werden – in zumeist ironischer Form – Horror-Kitsch, Schauerromane, 1950er Jahre-Retroästhetik, Splatter aber mitunter auch Romantik und Okkultismus behandelt.

## Geschichte
Der Begriff Gothabilly wurde angeblich erstmals in den 1970er Jahren von der US-Band The Cramps verwandt, um ihren eigenen Musikstil zu beschreiben. Als Vorläufer kann auch der ebenso in der Psychobilly-Szene verehrte Screaming Lord Sutch gelten, welcher bereits in den 1960er Jahren Rock ’n’ Roll mit Psychedelic und schwarzem Humor verband. Innerhalb der frühen britischen Gothic Punk Bewegung gab es bereits eine Reihe von Gruppen, unter anderem The Batfish Boys, The Birthday Party, Bone Orchard, The Damned, Turkey Bones & The Wild Dogs und teilweise Danielle Dax, Fields of the Nephilim, Fur Bible und Alien Sex Fiend, welche Rockabilly und Country Elemente verarbeiteten. In den Vereinigten Staaten gingen unter anderem Gun Club, E. J. Wells, Elvis Hitler und Radio Werewolf einen ähnlichen Weg, in Deutschland die, stark von den Cramps inspirierten, Der Fluch. Etablieren konnte sich „Gothabilly“ als Genrebegriff jedoch erst mit der Veröffentlichung einer gleichnamigen Samplerreihe, welche jedoch auch Künstler aus den Sparten Psychobilly, Punkabilly, Hellbilly, Alternative Country oder Goth Country enthielt.

## Verwandtschaften
Der Musikstil mischt Gothic-Punk- und Gothic-Rock-Elemente mit dem treibenden Bass des Rockabilly oder Elementen des Hillbilly bzw. Country. Eine strenge Abgrenzung zu Gothic Punk, Psychobilly, Deathrock und Horror Punk ist in vielen Fällen kaum möglich, da es immer wieder Überschneidungen zwischen den Genres gibt oder Bands verschiedene Stile bedienen.

## Verbreitung
Gothabilly ist vor allem im Westen der Vereinigten Staaten anzutreffen, vornehmlich in Kalifornien. Um die Jahrtausendwende gab es auch eine wahrnehmbare Gothabilly-Welle in den Südstaaten der Vereinigten Staaten. Allerdings fand er auch in Westeuropa und Skandinavien Verbreitung. Da die Szene (nahezu) identisch mit der Psychobilly-Szene ist, ist die Musik eigentlich auch überall dort anzutreffen, wo es Psychobillies gibt, zudem ist der Stil bei Gothic-Punks und Horror-Punks oft beliebt.